# Malstasjön
Malstasjön är en sjö i Norrtälje kommun i Uppland och ingår i Norrtäljeåns huvudavrinningsområde. Sjön har en area på 0,239 kvadratkilometer och ligger 4 meter över havet.

## Delavrinningsområde
Malstasjön ingår i det delavrinningsområde (663112-165941) som SMHI kallar för Mynnar i Malstaån. Medelhöjden är 22 meter över havet och ytan är 18,75 kvadratkilometer. Det finns inga avrinningsområden uppströms utan avrinningsområdet är högsta punkten. Vattendraget som avvattnar avrinningsområdet har biflödesordning 3, vilket innebär att vattnet flödar genom totalt 3 vattendrag innan det når havet efter 4,6 kilometer. Avrinningsområdet består mestadels av skog (48 procent), öppen mark (12 procent) och jordbruk (35 procent). Avrinningsområdet har 0,23 kvadratkilometer vattenytor vilket ger det en sjöprocent på 1,2 procent.